# Георг Нойман
Георг Нойман (нім. Georg Neumann, 1898–1976) — німецький винахідник, підприємець, засновник мікрофонного бренду Neumann.

## Життєпис
Георг Нойман народився в сім'ї залізничника в німецькому селищі Корин. Нойман проходив стажування в телекомунікаційній компанії Mix & Genest, після чого влаштувався на роботу в AEG Берлін. Там він познайомився з Ойгеном Райсом, відомим виробником якісних вугільних мікрофонів. 1923 року Райс пішов із компанії, а Нойман приєднався до нього. Георг Нойман був одним із розробників нового вугільного мікрофона «Марконі-Райс» з корпусом з мармуру, що набув надзвичайного поширення наприкінці 20-х і на початку 30-х років.
1928 року Георг Нойман створив власну компанію Georg Neumann GmbH. Він займався виробництвом конденсаторних мікрофонів, щоб забезпечити високу чистоту передачі звуку. На Олімпіаді-1936 у Берліні демонструвався мікрофон CMV3, заснований на капсулі M7, який прозвали «пляшкою Ноймана» через характерну форму. 1940 року з'явився логотип компанії у вигляді стилізованої літери «N». Під час війни будівля компанії в Берліні була пошкоджена і виробництво перенесли до Гефеля. На основі капсуля M7 випустили цілу серію мікрофонів Neumann. У 1947 році компанія випустила конденсаторний мікрофон U47, який працював на основі радіолампи Telefunken VF14. U47 був улюбленим мікрофоном Джорджа Мартіна і використовувався на студійних записах The Beatles 1962—1970.
1956 року після Другої світової війни філія Neumann у Гефеллі опинилася на території НДР. Попри спроби Ноймана продовжувати співпрацю між відділеннями в Берліні та Гефеллі, 1972 року східнонімецьку компанію націоналізували й перейменували на VEB Mikrofontechnic. Фабрика й далі випускала мікрофони марки RFT.
Георг Нойман помер 1976 року. У 1989 році сім'я інженера вирішила передати управління Neumann іншій німецькій компанії — Sennheiser. З 1991 року Neumann є самостійною частиною групи компаній Sennheiser, зберігаючи штаб-квартиру та центр інженерних розробок у Берліні. У Ганновері спеціально організували найсучасніше виробництво обладнання під маркою Neumann, включаючи стерильну лінію ручного збирання мікрофонів.